# Ampelisca tenuicornis
Ampelisca tenuicornis är en kräftdjursart som beskrevs av Liljeborg 1855. Ampelisca tenuicornis ingår i släktet Ampelisca och familjen Ampeliscidae. Arten är reproducerande i Sverige. Inga underarter finns listade i Catalogue of Life.